# Dvärgmåra
Dvärgmåra (Galium trifidum) är en växtart i familjen måreväxter.